# Celibat
Celibatul (din lat. „caelibatus“ = singur, burlac) este starea civilă a unei persoane adulte necăsătorite.
O formă deosebită este “celibatul preoțesc”, practicat de Biserica Romano-Catolică, de ordine călugărești, de pustnici sau de alte credințe (de exemplu preoții tibetani etc).
Celibatul preoțesc obligatoriu a fost introdus în biserica romano-catolică în anul 1073. În biserica ortodoxă și greco-catolică celibatul este obligatoriu doar pentru călugări, episcopi și preoții care la hirotonire nu erau căsătoriți.
În budism și hinduism conceptul corespunzător este Brahmacharya⁠(en)[traduceți].